# Morgonstjärneupproret
Morgonstjärneupproret var ett uppror som ägde rum 1653 i Närke.

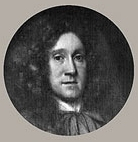
Drottning Kristinas hovjunkare Johan Ekeblad har beskrivit rådbråkningen i 2 brev

Ett 15-tal torpare i Närke gjorde uppror mot soldatutskrivningar och hårda skatter under den rådande missväxten. Upproret slogs snabbt ner och var en av många missnöjesyttringar vid denna tid. 
Flera av ledarna för upproret avrättades, däribland Olof och Nils Mårtensson som fördes till Stockholm för att levande rådbråkas på två olika torg. Den ena av dem straffades med att en glödande krona av järn pressades på huvudet; därefter krossades den dömdes armar, ben och ryggrad med den spikklubba ("morgonstjärna") han hade använt som spira. 
Två brev daterade den 31 mars och 6 april 1653 av Johan Ekeblad, hovjunkare hos drottning Kristina, som bevittnade detta "gruvliga spektakel"  är bevarade fram till idag. 
Speciellt med detta uppror är, att föreställningen om dess betydelse ökade på 1800-talet. Flera historiker målade då upp händelsen, som ett försök av 100-tals bönder att störta drottning Kristina. Denna historieskrivning har fortlevt in på 2000-talet.